# 万年烟副县
万年烟副县（英語： 馬來語：）是砂拉越沐膠省沐膠县下辖的副县，总面积有1,170 平方公里，人口约有9千（2010数据）。县里有1座村镇，6座甘榜和137个长屋。

## 历史与传说

### 历史
1965年8月2日，万年烟副县由砂拉越第一任首席部长史蒂芬·甘隆·宁甘（Stephen Kalong Ningkan）正式开幕。

据说，万年烟的历史应从一段婚姻开始。有一个叫特鲁南（Orang Kaya Terunan）的人，娶了当地的一位女子，名叫阿尼（Anih）。他们生了一个女儿名叫米吉（Mijik），之后嫁给了一个来自拉让（Rajang）的男子，塞里曼（Orang Kaya Seliman）。他们生了八个儿女，分别是玛妮（Manih），鹏辊（Pegun），鹏米（Permi），本兰（Bejang），阿妮（Ani），吉迪（Jidi），踢普（Tipung）和门里辛（Merisim）。他们当时居住的地方是现今华人的墓园。当时该土地是属于门里辛，而之后变卖给了一个叫苏云（择音）的华人。从那以后，万年烟便陆续的有外地人来经商，慢慢的繁忙起来。

### 地名传说
相传，有一个来自古晋的商人，他有一天来到了万年烟这个地方。他便在那里靠岸。当时船员领班见到了此地还没被命名，便名它为万年烟（Balingian）。因为当时船长下达命令给船员时说了:「Baling sauh tersebut」；在马来语意思是“把那锚丢下去”。所以领班便用了「Baling」这词命名了万年烟这地方。

## 经济
农业是县里主要的经济活动，居民耕种西米、油棕、椰子及养殖鱼类。